# Medicine Head
Medicine Head — британський блюз-рок гурт, утворений 1969 року у Бреконі. До складу гурту ввійшли: Джон Фіддлер (John Fiddler), 25.09.1947, Дарлестон, Велика Британія — гітара, вокал та Пітер Хоуп Еванс (Peter Hope Evans), 28.09.1947, Брекон, Велика Британія — вокал, гармоніка.
На початку своєї кар'єри Фіддлер та Хоуп Еванс певний час виступали разом у малих клубах, поки їх демо-плівки не потрапили до відомого диск-жокея Джона Піла, який також працював на фірму «Dandelion». На своєму дебютному альбомі «New Bottles Old Medicine» дует запропонував лагідні, ліричні твори, приправлені суворим звучанням ритм-енд-блюзу. Такий контраст було витримано і на наступному лонгплеї «Heavy On The Drum».
Дещо несподіваним став для музикантів успіх синглу «(And The) Pictures In The Sky», який 1971 року потрапив до британського «Тор 20». Проте над подальшою кар'єрою Medicine Head нависла загроза, коли того ж року Хоуп Еванс вирішив залишити свого колегу. Новим вокалістом гурту став її продюсер — колишній учасник The Yardbirds Кейт Релф (Keith Relf), 22.03.1943, Річмонд, Велика Британія — 14.05.1976, Хаунслоу, Велика Британія. Також у запису третього альбому «Dark Side Of The Moon» взяв участь ударник Джон Дейвіс (John Davis).
Наприкінці 1972 року Фіддлер та Хоуп Еванс поновили співпрацю, запросивши для запису альбому «One & One Is One» також і студійних музикантів. Заглавний твір з цього альбому, що з'явився на синглі 1973 року, опинився на другій позиції британського чарту, а ще один сингл піднявся до одинадцятого місця того ж чарту.
У жовтні 1973 року склад Medicine Head значно розширився, коли до гурту приєдналися Роджер Сандерс (Roger Saunders), 9.03.1947, Баркінг, Велика Британія — гітара, Йен Сейнті (Ian Sainty) — бас та колишній ударник The Family Роб Таунсенд (Rob Townsend), 7.07.1947, Лісестер, Велика Британія. Проте після появи на музичному ринку чергового альбому «Thru' A Five» у гурті виникли внутрішні суперечки, внаслідок чого Medicine Head знову стали дуетом. Однак записаний 1976 року лонгплей «Two Man Band» виявився все ж останньою роботою у спільній кар'єрі Фіддлера та Хоупа Еванса.
Незабаром Фіддлер приєднався до формації British Lions, де також виступали колишні учасники Mott The Hoople. 1983 року він очолив гурт Box Of Frogs, а пізніше присвятив себе сольній діяльності. Хоуп Еванс співпрацював з Пітом Тауншендом над звуковою доріжкою до фільму «White City», а також виступав у кількох ефимерних гуртах.

## Дискографія
- 1970: New Bottles Old Medicine
- 1971: Heavy On The Drum
- 1972: Dark Side Of The Moon
- 1973: One & One Is One
- 1973: Pop History Volume XXV
- 1974: Thru' A Five
- 1976: Medicine Head
- 1976: Two Man Band

### John Fiddler
- 1983: Seasons (разом з Морган Фішер)